# Кундакбаев, Багыбек Кундакбаевич
Багыбек Кундакбаевич Кундакбаев (каз. Бағыбек Құндақбайұлы Құндақбаев; 10 октября 1926, Сырдарьинский район, Кызылординская область, Казахская ССР, СССР — 22 января 2010, Алма-Ата) — советский и казахский театровед, театральный критик, театральный педагог, переводчик, доктор искусствоведения (1996), профессор (1989). Заслуженный деятель Казахстана (1995).

## Биография
Родился 10 октября 1926 года в поселке Сулутобе Сырдарьинского района Кызылординской области.
В 1955 году окончил театрально-художественный факультет Ташкентского государственного театрально-художественного института им. Н. Островского.
В 1963 году окончил аспирантуру Московского государственного института театрального искусства.
В 1964 году защитил учёное звание кандидата искусствоведения, тема диссертации: «Становление, развитие и рождение Семипалатинского казахского театра».
В 1996 году защитил учёное звание доктора искусствоведения, тема диссертации: «Основные этапы развития казахского театра».

## Трудовая деятельность
Трудовую деятельность начал в 1955 году заведующим литературным отделом Казахского государственного академического театра для детей и юношества имени Габита Мусрепова.
С 1956 по 1958 годы — преподаватель истории искусства в республиканском культурно-просветительском училище г. Жамбыл.
С 1958 по 1980 годы — младший, старший научный сотрудник Институт литературы и искусства имени М. О. Ауэзова.
С 1981 года — заведующий отделом театрального искусства Института литературы и искусства им. М. О. Ауэзова.
С 1967 по 1989 годы — преподаватель Казахской государственной консерватории им. Курмангазы.
С 1989 по 2010 годы — доцент, профессор, заведующий кафедрой «История и теория театрального искусства» Казахской Национальной академии искусств им. Темирбека Жургенова.

## Научные, литературные труды
Основные направления деятельности: исследование истории театра и драматургии, театральная критика, преподавание истории и теории театра, театральная критика.
Основные научные работы:
- 1966 по 1971 годы — «История советского драматического театра» 6 том.
- 1971 — «Режиссер и время».
- 1976 — «Путь театра».
- 1981 — «Театр и время».
- 1983 — «История советского драматического театра». Казахский театр (автор главы на английском, немецком, французском языках).
- 1986 — «Казахскому театру — 40 лет».
- 1986 — «Годы становления». Сборник.
- 1987 — «История театроведения народов СССР».

Опубликовано монографии «Мухтар Ауэзов и театр» (1997), «Современность и театральное искусство» (2001), «размышления о театре» (2006) и др.
Автор более 300 научных трудов и около 700 различных статей. Научный очерк «О Национальном театре» переведен на английский, немецкий, французский языки.

## Награды и звания
- 1995 — Указом Президента Республики Казахстан от 22 октября 1995 года награждён почётным званием «Заслуженный деятель Казахстана». (каз. Қазақстанның еңбек сіңірген қайраткері) за большой вклад в развитие отечественной культуры и театральной критики и театральной педагогики, многолетнюю плодотворную деятельность.
- 1996 — Академик Евразийского отделения искусствоведения Российской академии естествознания.
- 2005 — Государственная премия имени Шокана Уалиханова за монографию «Некоторые проблемы психологии в художественной прозе».
- 2007 — Указом Президента Республики Казахстан от 9 декабря 2007 года награждён Орденом «Курмет» за заслуги в развитии отечественной культуры и искусства, многолетнюю плодотворную деятельность.[5]
- 2007 — Государственная стипендия Республики Казахстан в области культуры и искусства.[6]
- Награждён благодарственным письмом Первого Президента Республики Казахстан.
- Почётный работник образования Республики Казахстан и Отличник образования Республики Казахстан.